# Andrew James Peters

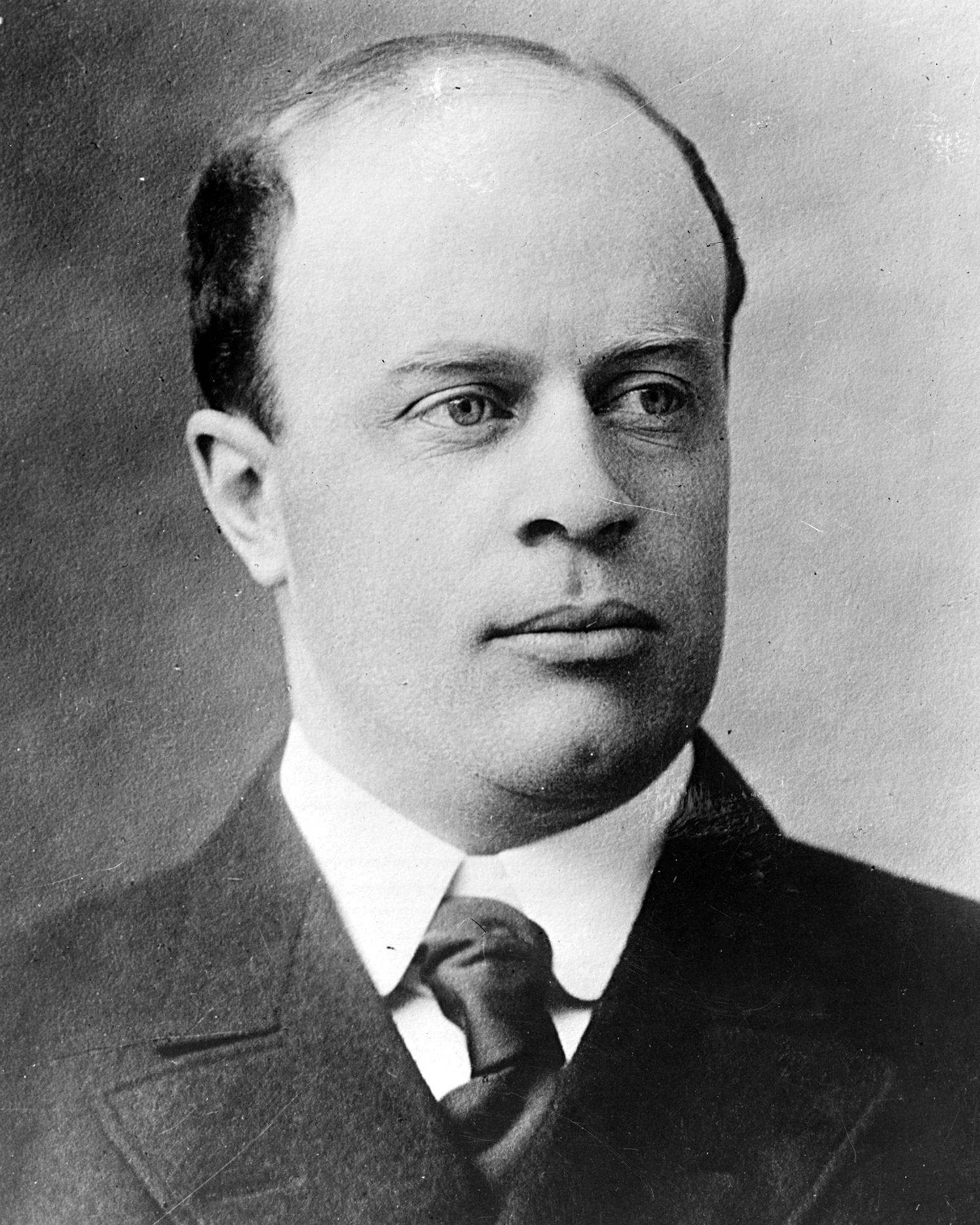
Andrew James Peters

Andrew James Peters (* 3. April 1872 in Boston, Massachusetts; † 26. Juni 1938 in Jamaica Plain, Boston, Massachusetts) war ein US-amerikanischer Politiker. Zwischen 1907 und 1914 vertrat er den Bundesstaat Massachusetts im US-Repräsentantenhaus.

## Werdegang
Der im Bostoner Ortsteil West Roxbury geborene Andrew Peters besuchte die öffentlichen Schulen seiner Heimat und studierte danach bis 1895 an der Harvard University. Nach einem anschließenden Jurastudium an derselben Universität und seiner 1897 erfolgten Zulassung als Rechtsanwalt begann er in Boston in diesem Beruf zu arbeiten. Gleichzeitig schlug er als Mitglied der Demokratischen Partei eine politische Laufbahn ein. Im Jahr 1902 war er Abgeordneter im Repräsentantenhaus von Massachusetts; zwischen 1904 und 1905 gehörte er dem Staatssenat an. Außerdem diente er fünf Jahre lang in der Nationalgarde seines Staates.
Bei den Kongresswahlen des Jahres 1906 wurde Peters im elften Wahlbezirk von Massachusetts in das US-Repräsentantenhaus in Washington, D.C. gewählt, wo er am 4. März 1907 die Nachfolge von John Andrew Sullivan antrat. Nach drei Wiederwahlen konnte er bis zu seinem Rücktritt am 15. August 1914 im Kongress verbleiben. Während dieser Zeit wurden der 16. und der 17. Verfassungszusatz ratifiziert.
Zwischen 1914 und 1917 war Peters als Assistant Secretary of the Treasury stellvertretender US-Finanzminister. Danach war er von 1918 bis 1922 als Nachfolger von James Michael Curley Bürgermeister von Boston. Anschließend praktizierte er wieder als Anwalt. In den Jahren 1926 bis 1928 amtierte er auch als Präsident der Handelskammer von Boston. Sein Ruf wurde durch eine Affäre mit einer Verwandten seiner Frau beschädigt, die im Jahr 1931 unter mysteriösen Umständen starb. 1932 wurde er in die American Academy of Arts and Sciences gewählt. Andrew Peters starb am 26. Juni 1938 in Jamaica Plain.
Peters war mit Martha Robeson Phillips (1882–1960), einer Schwester von John Charles Phillips und Urenkelin von John Phillips, dem ersten Bürgermeister von Boston, verheiratet. Das Paar hatte sechs Söhne, von denen zwei jung starben. Martha überlebte 1909 den Untergang des Ozeandampfers RMS Republic vor Nantucket, wobei sechs Menschen ums Leben kamen. 